# Хуго Бос (предузетник)
Хуго Фердинанд Бос (8. јул 1885 — 9. август 1948) био је немачки модни дизајнер и предузетник. Био је оснивач фирме за одећу Хуго Бос. Био је рани и активни члан Нацистичке партије већ 1931. и остао лојалан идеји Нацистичке партије током трајања постојања странке.

## Младост
Бос је рођен у Мецингену, Виртембершко краљевство, од Луизе (рођене Мунценмајер) и Хајнриха Боса, као најмлађи од петоро деце. Радио је као шегрт продавац, завршио војни рок од 1903. до 1905. и радио у млину у Констанцу. Затим је наследио продавницу веша, својих родитеља у Мецингену 1908. Те године је оженио Ану Катарину Фрејсингер са којом је добио ћерку. 1914. је мобилисан у војску у којој је служио за време Првог светског рата као каплар.